# Simulium corniferum
Simulium corniferum är en tvåvingeart som först beskrevs av Yankovsky 1979.  Simulium corniferum ingår i släktet Simulium och familjen knott. Inga underarter finns listade i Catalogue of Life.